# 太陽の沈まない国
太陽の沈まない国（たいようのしずまないくに、英: the empire on which the sun never sets, 西: el imperio en el que nunca se pone el sol）とは、「ある領土で太陽が沈んでいても、別の場所では出ている」ということと「繁栄している」ということを掛け、世界全体に植民地を有しており、当時覇権を握っていた巨大な帝国（帝国主義に基づく場合もあり、政体とは不一致）のことを指す言葉。太陽の沈まぬ国ともいわれる。
歴史上、「太陽の沈まない国」と呼ばれるのは、ハプスブルク家のスペイン王国（スペイン帝国） と七年戦争後のイギリス（イギリス帝国）である。

## スペイン帝国（スペイン・ハプスブルク帝国）

1790年当時のスペイン帝国。

スペイン系ハプスブルク家、すなわちスペイン・ハプスブルク家（エスパーニャ・アブスブルゴ）は、1580年から1640年にかけてポルトガル王位を兼ね、ヨーロッパ大陸ではネーデルラントや南イタリアなどを属領とし、中南米やフィリピン、マカオ、マラッカ、ゴアおよびアフリカ大陸沿岸などの旧ポルトガル領などの海外植民地を含めて「太陽の沈まない国」を実現した。これら本国、植民地、属領の総称としてスペイン帝国と呼ばれる。
フェリペ2世の在位中に最盛期を迎えるが、無敵艦隊の壊滅を契機としてその勢力は下り坂に入り、八十年戦争やフランス・スペイン戦争（西仏戦争）に敗れてヨーロッパの覇権を失い、八十年戦争でスペインから独立したオランダや宿敵ブルボン家を擁するフランス、無敵艦隊を破ったイングランドなどの台頭もあって、衰退した。

## イギリス帝国（大英帝国）

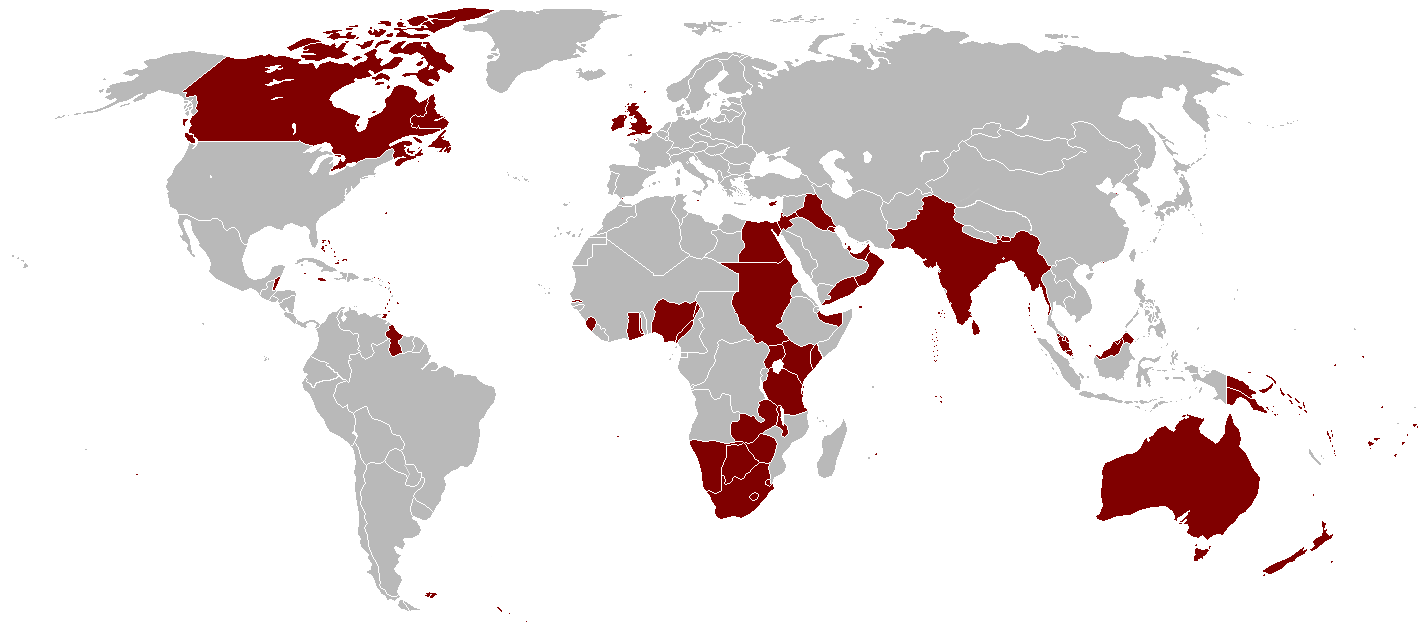
1921年当時のイギリス帝国。ウェストミンスター憲章の10年前にあたる。

オランダに対しては17世紀後半に3次にわたる英蘭戦争を戦って勝利し、フランスに対しては17世紀後半から19世紀初めにかけてファルツ継承戦争（北米ではウィリアム王戦争）、スペイン継承戦争（北米ではアン女王戦争）、オーストリア継承戦争（北米ではジョージ王戦争）、七年戦争（北米ではフレンチ・インディアン戦争） のヨーロッパ・北米の両大陸にまたがる一連の戦争（これら一連の抗争を第2次百年戦争と呼んでいる）を戦い、七年戦争の結果がアメリカとインドでの植民地獲得競争での勝利を確定的とした。これにより、「太陽の沈まない国」が実現した。
19世紀後半のドイツ帝国など新興国の躍進、20世紀前半の二度にわたる世界大戦と旧植民地の独立、アメリカ合衆国・ソビエト連邦の二大国化までイギリス帝国あるいは大英帝国と呼ばれた。
なお、アメリカ独立戦争により北米13植民地を失う以前を第一次帝国、失って以降を第二次帝国と呼ぶことがある。

## 現在の「太陽の沈まない国」
2019年現在において、保有領土のうちいずれかで常に太陽が昇っている国としては、以下の2か国である。いずれも「ある領土で太陽が沈んでいても、別の場所では出ている」という事実においては該当するが、「覇権を有する」という意味では該当しない。
- イギリス（ヨーロッパ・太平洋・インド洋およびカリブ海に領土を保有。太平洋ではピトケアン諸島、インド洋ではイギリス領インド洋地域、カリブ海ではケイマン諸島、など）
- フランス（ヨーロッパ・太平洋・インド洋およびカリブ海に領土を保有。太平洋ではフランス領ポリネシアやニューカレドニアなど、インド洋ではレユニオン島など、カリブ海ではマルティニークやグアドループなど）

また、高緯度地域においては白夜という現象があるため、夏季においては常に太陽が昇っている（例えばノルウェーは北極圏にスバールバル諸島を領有するが、北緯78度13分に位置する主要都市ロングイェールビーンでは4月20日頃から8月23日頃まで日が沈まない。また、同諸島の最北端は80度50分に位置するため、さらに白夜の期間が長くなる）。これに加えてロシアの場合は、広大な国土が東西に広がっており、国土のいずれかに常に太陽が昇っている期間が長い。また、アメリカについても米領ヴァージン諸島（西経64度）からグアム（東経145度）までの範囲に国土が広がっていることから、1日24時間のうち20時間以上は国内のどこかで太陽が昇っていることになる。